# Pine Cay

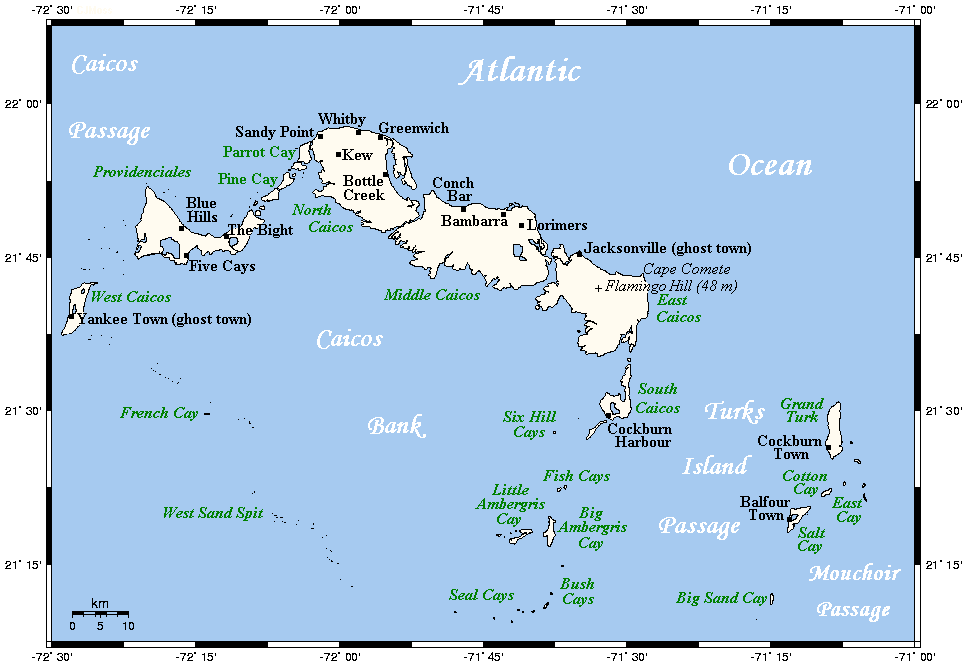
Mappa delle Isole Turks e Caicos.

Pine Cay è un'isola privata avente una superficie di 3,1 km² e occupata da 36 privati e un piccolo ed esclusivo resort, il Meridian Club, nel territorio britannico d'oltremare di Turks e Caicos nei Caraibi, in particolare, Pine Cay appartiene al gruppo delle Isole Caicos.
Pine Cay è stato il primo sito delle Isole Turks e Caicos su cui si è sviluppata l'attività del turismo negli anni cinquanta e il Meridian Club vi fu costruito agli inizi degli anni settanta e oggi consiste in un hotel con 13 stanze che si affacciano sul mare, un ristorante, una clubhouse e una piccola Spa.
Pine Cay è larga meno di un chilometro e mezzo e lunga 3 ed è attraversata da circa 14 km di sentieri e piste percorsi dagli unici mezzi di locomozione presenti: golf cart e biciclette. La spiaggia principale è lunga 3,2 km.
Sull'isola è presente anche una piccola pista di atterraggio pavimentata utilizzabile da piccoli aeroplani ed elicotteri.
Le isole più vicine a Pine Cay sono Dellis Cay e Fort George's Cay.